# Mitsubishi Eclipse

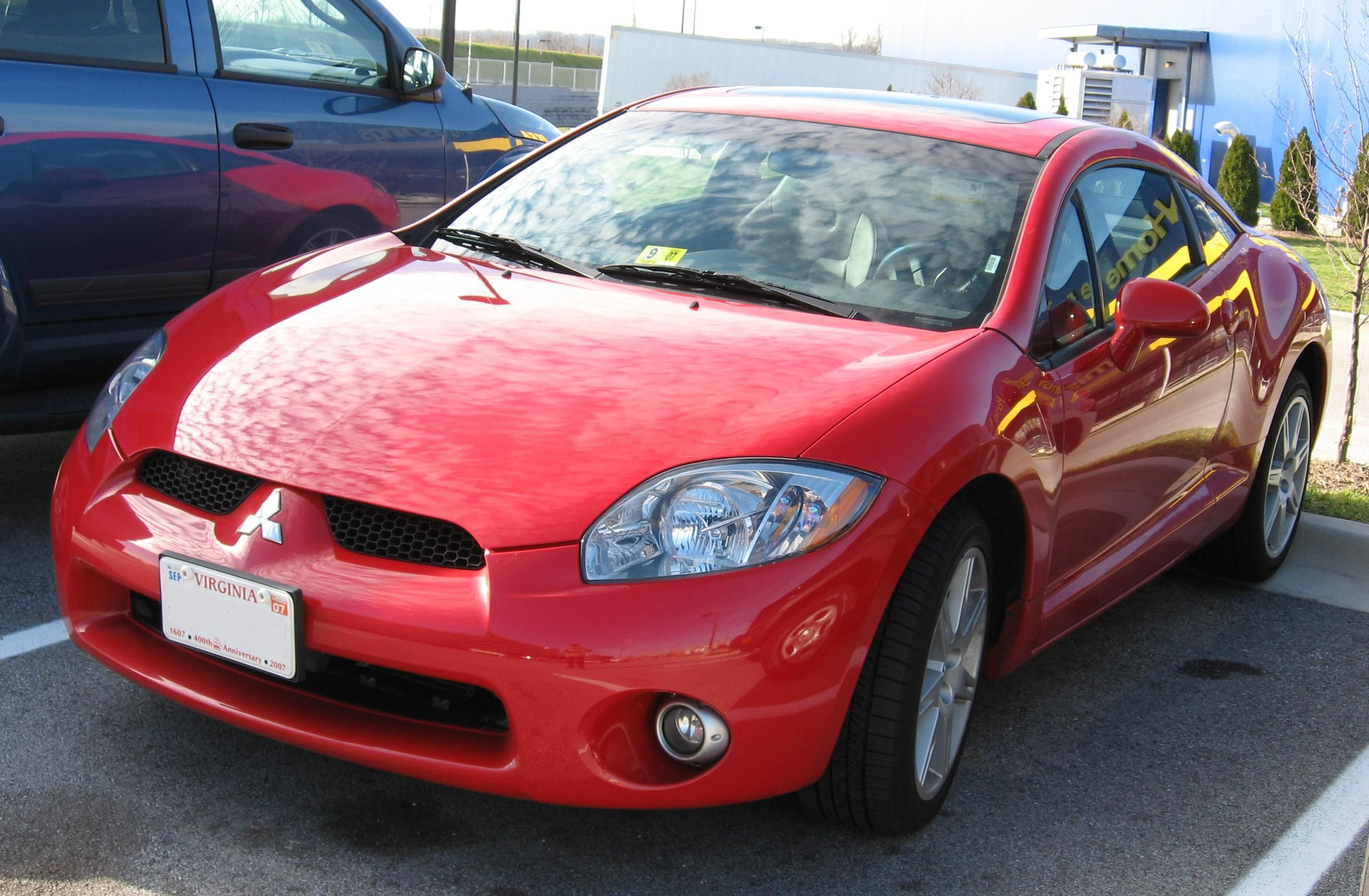
Een Mitsubishi Eclipse

De Mitsubishi Eclipse is een compacte sportwagen die tussen 1989 en 2011 in vier generaties door Mitsubishi werd geproduceerd. Een cabriolet werd toegevoegd tijdens het modeljaar 1996.
De eerste twee generaties delen het autoplatform en vele onderdelen met de gerebadgede Eagle Talon en Plymouth Laser. Ze werden gebouwd tijdens de nauwe relatie van Mitsubishi Motors met Chrysler Corporation. Hun samenwerking stond bekend als Diamond-Star Motors (DSM). In Japan werden de eerste twee generaties verkocht bij een specifieke Japanse winkelketen genaamd Mitsubishi Car Plaza. De derde generatie (2000-2005) deelde een vernieuwd platform met de Chrysler Sebring en Dodge Stratus. In mei 2005 werd de vierde en laatste generatie (2005-2011) Eclipse geïntroduceerd, waarbij het Chrysler-platform dat voor de derde generatie werd gebruikt, vervangen werd door het PS-platform.
Volgens Mitsubishi Motors is de Eclipse vernoemd naar een ongeslagen 18e-eeuws Engels renpaard dat 26 races had gewonnen.
De Eclipse werd officieel verkocht in Japan, Noord-Amerika, het Midden-Oosten, Zuid-Korea, de Filipijnen, Brazilië en China. De laatste Eclipse, die eind augustus 2011 van de lopende band rolde, werd geveild en de opbrengst werd gedoneerd aan een goed doel.
In 2017 deed Mitsubishi de naam Eclipse herleven met een compacte cross-over, de Eclipse Cross, die debuteerde op het autosalon van Genève in 2017.

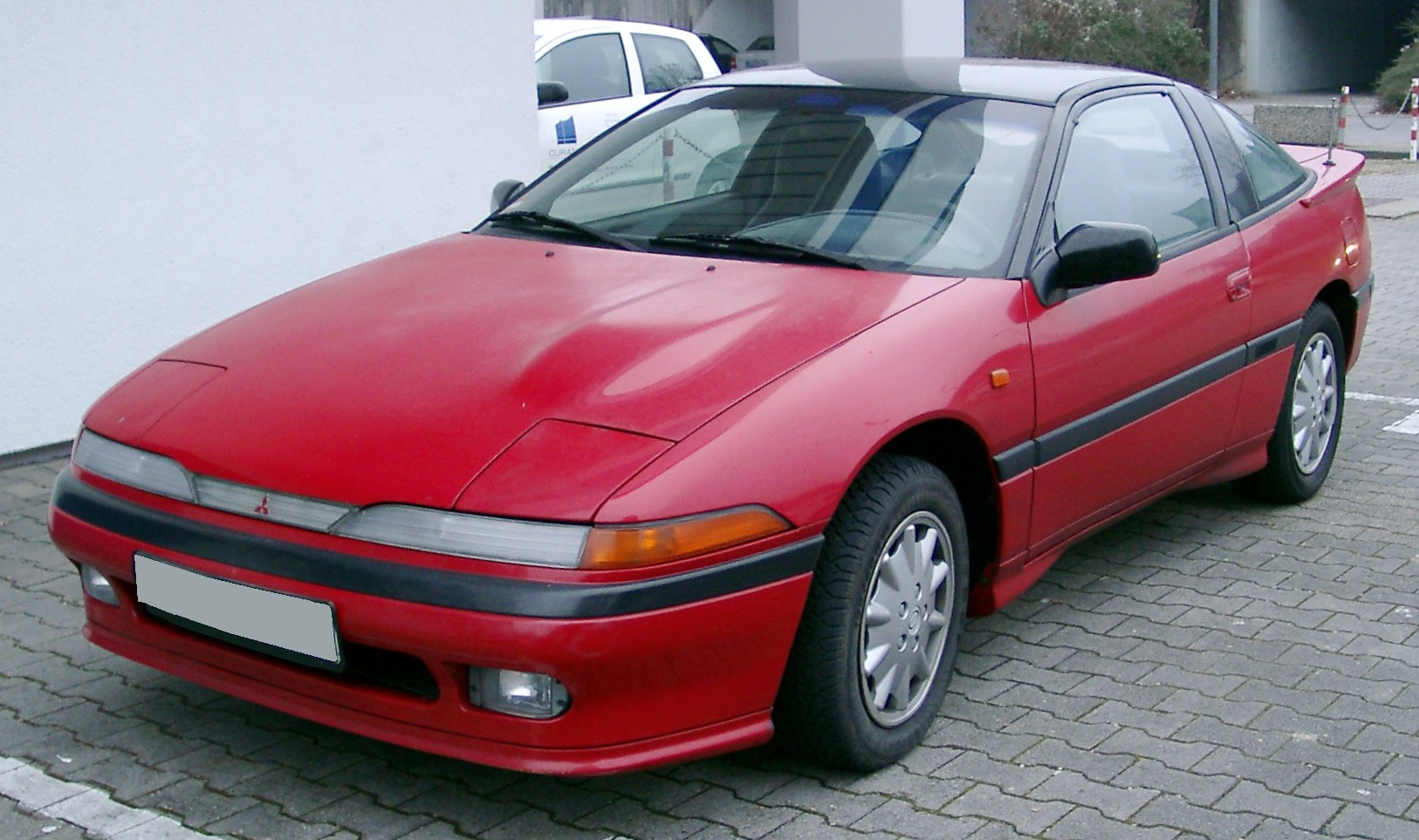
Eerste generatie (1989-1994)
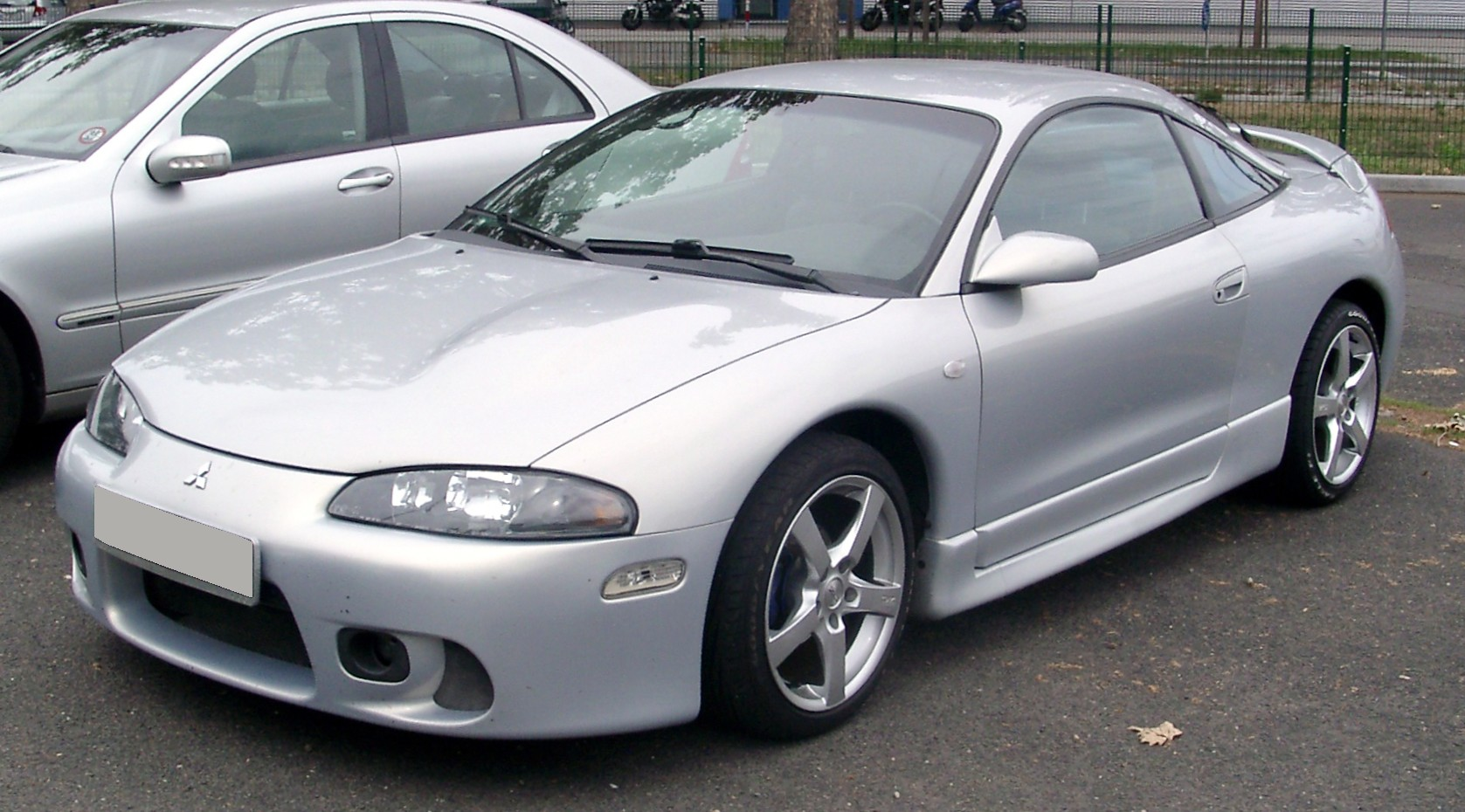
Tweede generatie (1994-1999)
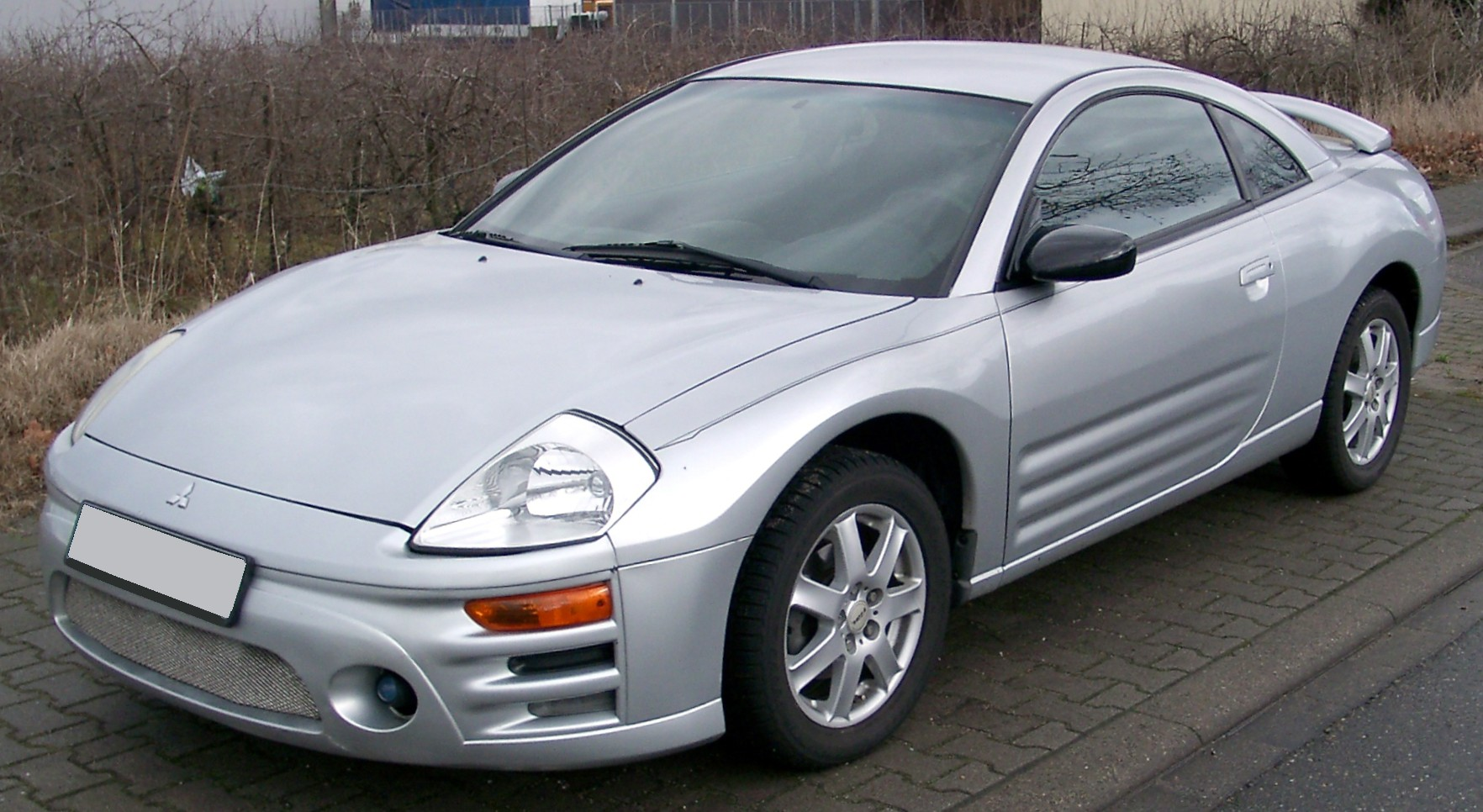
Derde generatie (2000-2005)
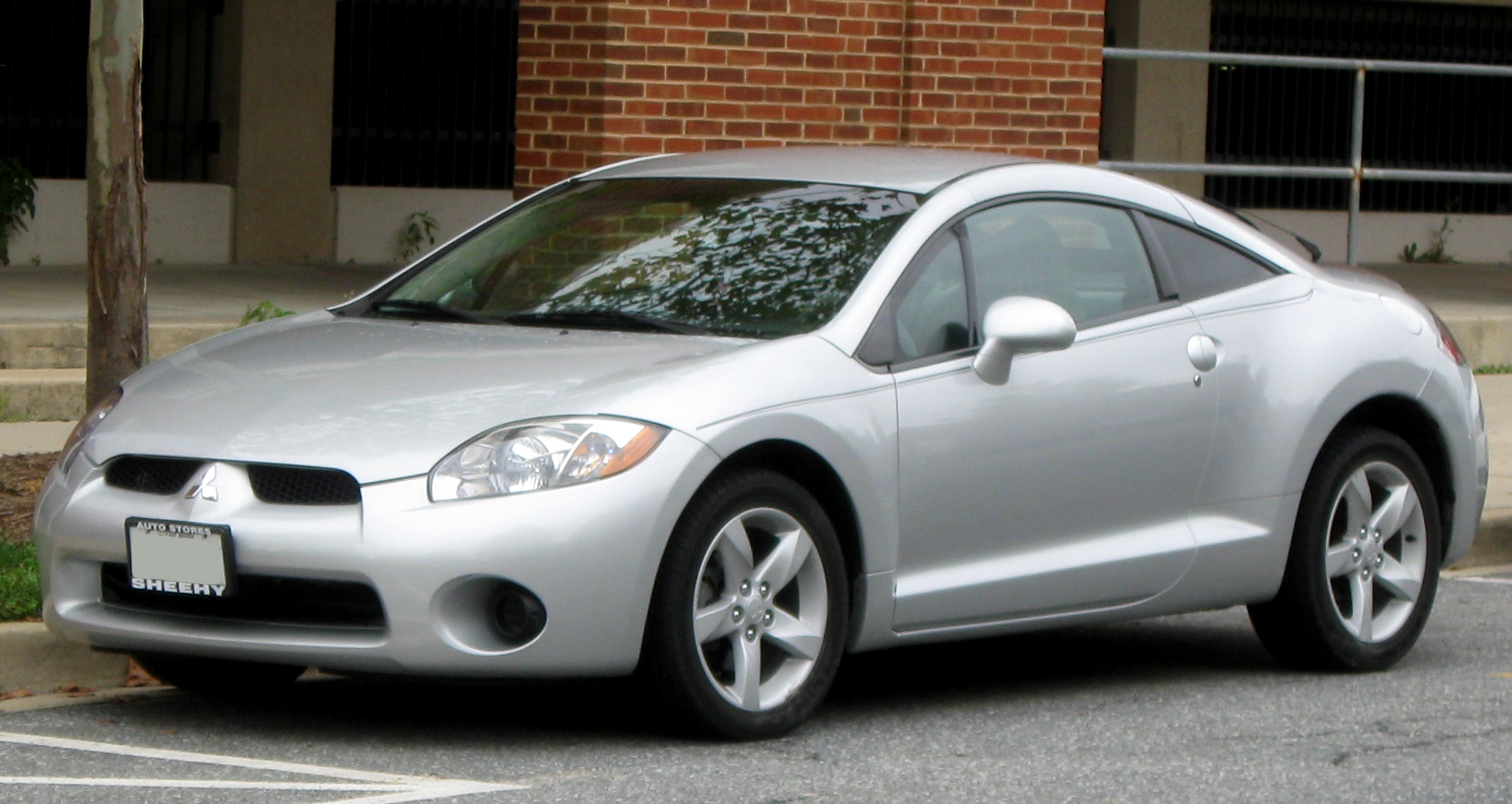
Vierde generatie (2005-2011)

Huidige modellen:
380 ·
Adventure ·
ASX ·
Challenger/Pajero Sport ·
Colt ·
Delica ·
Eclipse ·
eK ·
Endeavor ·
Freeca ·
Galant ·
Grandis ·
i ·
Jolie ·
Kuda ·
L200 ·
Lancer ·
Lancer Evo ·
Maven ·
Minica ·
Nativa ·
Outlander ·
Pajero ·
Pajero iO ·
Pajero Mini ·
Pajero Pinin ·
Raider ·
Space Gear ·
Strada ·
Town Box ·
Triton ·
Zinger
Historische modellen:
360 ·
3000GT ·
500 ·
Airtrek ·
Aspire ·
Carisma ·
Chariot ·
Cordia ·
Debonair ·
Diamante ·
Dignity ·
Dingo ·
Dion ·
Emeraude ·
Eterna ·
Expo ·
Forte ·
FTO ·
Galant GTO ·
Galant VR-4 ·
Jeep CJ-3B ·
Galant Lambda ·
GTO ·
Lancer 1600 GSR ·
Legnum ·
Libero ·
L200 ·
Magna ·
Mirage ·
Model A ·
Nimbus ·
Pajero Junior ·
Pistachio ·
Proudia ·
RVR ·
Sapporo ·
Sigma ·
Space Runner ·
Space Wagon ·
Space Star ·
Starion ·
Toppo ·
Tredia ·
Verada
Conceptauto's:
Concept CT MIEV ·
Concept D-5 ·
Concept EZ MIEV ·
Lancer Evolution ·
HSR ·
i ·
SE-RO ·
SST ·
Tarmac